# GOL-Sniper
Bei der GOL-Sniper (Scharfschützenbüchse) handelt es sich um eine Reihe von Scharfschützengewehren des deutschen Büchsenmachers Gottfried Prechtl. Die Bezeichnung GOL bedeutet Gottfrieds Originelle Lösungen. Die Firma, die diese Waffen herstellt, wurde im Jahre 1986 unter dem Namen Jagd- und Sportwaffen Gottfried Prechtl von Gottfried Prechtl gegründet. Das Firmenmotto ist: „Es gibt nichts was man nicht noch billiger machen könnte …. Aber es gibt auch nichts, was man nicht noch besser machen kann. Es gilt nicht, ‚das Rad neu zu erfinden‘ … das Rad gibt es bereits“.

## Konstruktionen
Die meisten Systeme der Baureihe GOL gehen auf das M98-Repetier-System des Waffenherstellers Mauser zurück. Ziel war es, dieses System auch an leistungsfähigere Munition, wie z. B. an die Kaliber .300 Winchester Magnum und .338 Lapua Magnum anzupassen und zu modifizieren. Ein bekanntes Modell dieser Serien ist die GOL-Sniper GS04 ML im Kaliber .308 Winchester mit Skelettschaft. Diese Waffe wird bei verschiedenen SEKs und den litauischen Streitkräften eingesetzt und ist laut Hersteller nur für Behörden erhältlich. GOL-Scharfschützengewehre werden vom Werk her auf diverse Aufgabengebiete angepasst und können bei Bedarf von den jeweiligen Institutionen für bestimmte Einsätze modifiziert werden. Zur Verfügung stehen hier unter anderem: Schalldämpfer, Nachtzielgeräte, Spezialmagazine und Zweibeine. Auch andere Anpassungen sind möglich. Da die Waffen aufgrund der verschiedenen Spezialisierungsmöglichkeiten auf bestimmte Aufgaben eingestellt und angepasst werden, sind einheitliche technische Daten schwer festzulegen.